# Леви (Квебек)
Леви (фр. Lévis) је град у Канади у покрајини Квебек. Према резултатима пописа 2011. у граду је живело 138.769 становника. Сателитски је град Квебека који се налази преко реке Сен Лорен.

## Становништво
Према резултатима пописа становништва из 2011. у граду је живело 138.769 становника, што је за 6,7% више у односу на попис из 2006. када је регистровано 130.006 житеља.
| 2006.   | 2011.   |
| ------- | ------- |
| 130.006 | 138.769 |

## Партнерски градови
- Ле Гран Кевији